# Руидозо
Руидо́зо или Руидосо (англ. Ruidoso) — посёлок на юго-западе США, в округе Линкольн штата Нью-Мексико. Население 7698 человек (перепись 2000). Популярный горный курорт.

## География
По данным Бюро переписи населения США, Руидозо занимает общую площадь 37,0 км², из которых 37 км² — земля и 0,26 км² (0,63 %) — вода. Посёлок получил своё название от небольшой реки Рио-Руидозо (в переводе с испанского — «Шумная река»).
Руидозо расположен на труднодоступном горном хребте Сьерра-Бланка в центральном юге штата Нью-Мексико. Руидозо является самым крупным населённым пунктом округа Линкольн и выступает в качестве регионального экономического центра.
Руидозо является 3-м самым быстрорастущим городом в Нью-Мексико.

## Климат
| Показатель                                   | Янв. | Фев. | Март | Апр. | Май  | Июнь | Июль  | Авг.  | Сен. | Окт. | Нояб. | Дек. | Год   |
| -------------------------------------------- | ---- | ---- | ---- | ---- | ---- | ---- | ----- | ----- | ---- | ---- | ----- | ---- | ----- |
| Средний суточный максимум, °C                | 9,7  | 11,1 | 14   | 18,6 | 23,3 | 27,5 | 27,1  | 25,9  | 25,9 | 19,2 | 13,6  | 9,7  | 18,63 |
| Средний суточный минимум, °C                 | −6,6 | −5,2 | −3,3 | −0,1 | 3,8  | 7,6  | 10,1  | 9,8   | 6,3  | 1,3  | −3,5  | −6,4 | 1,15  |
| Норма осадков, мм                            | 29,5 | 29   | 23,1 | 20,1 | 30   | 47,5 | 105,7 | 114,3 | 69,3 | 43,9 | 21,8  | 42,2 | 576,1 |
| Источник: NowData — NOAA Online Weather Data |      |      |      |      |      |      |       |       |      |      |       |      |       |

## Демография
По данным переписи населения 2000 года в Руидозо проживало 7698 человек, 2232 семьи, насчитывалось 3434 домашних хозяйства и 7584 жилых дома. Средняя плотность населения составляла около 208,0 человек на один квадратный километр. Расовый состав Руидозо по данным переписи распределился следующим образом: 87,50 % белых, 0,29 % — чёрных или афроамериканцев, 2,38 % — коренных американцев, 0,31 % — азиатов, 0,03 % — выходцев с тихоокеанских островов, 2,05 % — представителей смешанных рас, 7,44 % — других народностей. Испаноязычные составили 18,21 % от всех жителей.
Из 3434 домашних хозяйств в 23,6 % — воспитывали детей в возрасте до 18 лет, 53,2 % представляли собой совместно проживающие супружеские пары, в 8,8 % семей женщины проживали без мужей, 35,0 % не имели семей. 29,8 % от общего числа семей на момент переписи жили самостоятельно, при этом 11,3 % составили одинокие пожилые люди в возрасте 65 лет и старше. Средний размер домашнего хозяйства составил 2,22 человека, а средний размер семьи — 2,72 человека.
Население по возрастному диапазону по данным переписи 2000 года распределилось следующим образом: 20,5 % — жители младше 18 лет, 5,8 % — между 18 и 24 годами, 21,9 % — от 25 до 44 лет, 30,1 % — от 45 до 64 лет и 21,6 % — в возрасте 65 лет и старше. Средний возраст жителей составил 46 лет. На каждые 100 женщин в Руидозо приходилось 90,3 мужчины, при этом на каждые 100 женщин 18 лет и старше приходилось 87,1 мужчин также старше 18 лет.
Средний доход на одно домашнее хозяйство составил 37 107 долларов США, а средний доход на одну семью — 44 846 долларов. При этом мужчины имели средний доход в 30 452 долларов США в год против 21 974 долларов среднегодового дохода у женщин. Доход на душу населения составил 22 721 доллара в год. 2,5 % от всего числа семей в городе и 4,9 % от всей численности населения находилось на момент переписи населения за чертой бедности, при этом 24,5 % из них были моложе 18 лет и 5,8 % — в возрасте 65 лет и старше.

## Транспорт

### Воздушный транспорт
- Региональный аэропорт Сьерра-Бланка, расположен в 24 км к северо-западу от Руидозо[3].

### Главные автомагистрали
- U.S. Route 70
- NM 37
- NM 48

## Известные жители
- Нил Патрик Харрис (род. 1973) — американский актёр, певец и иллюзионист[4]

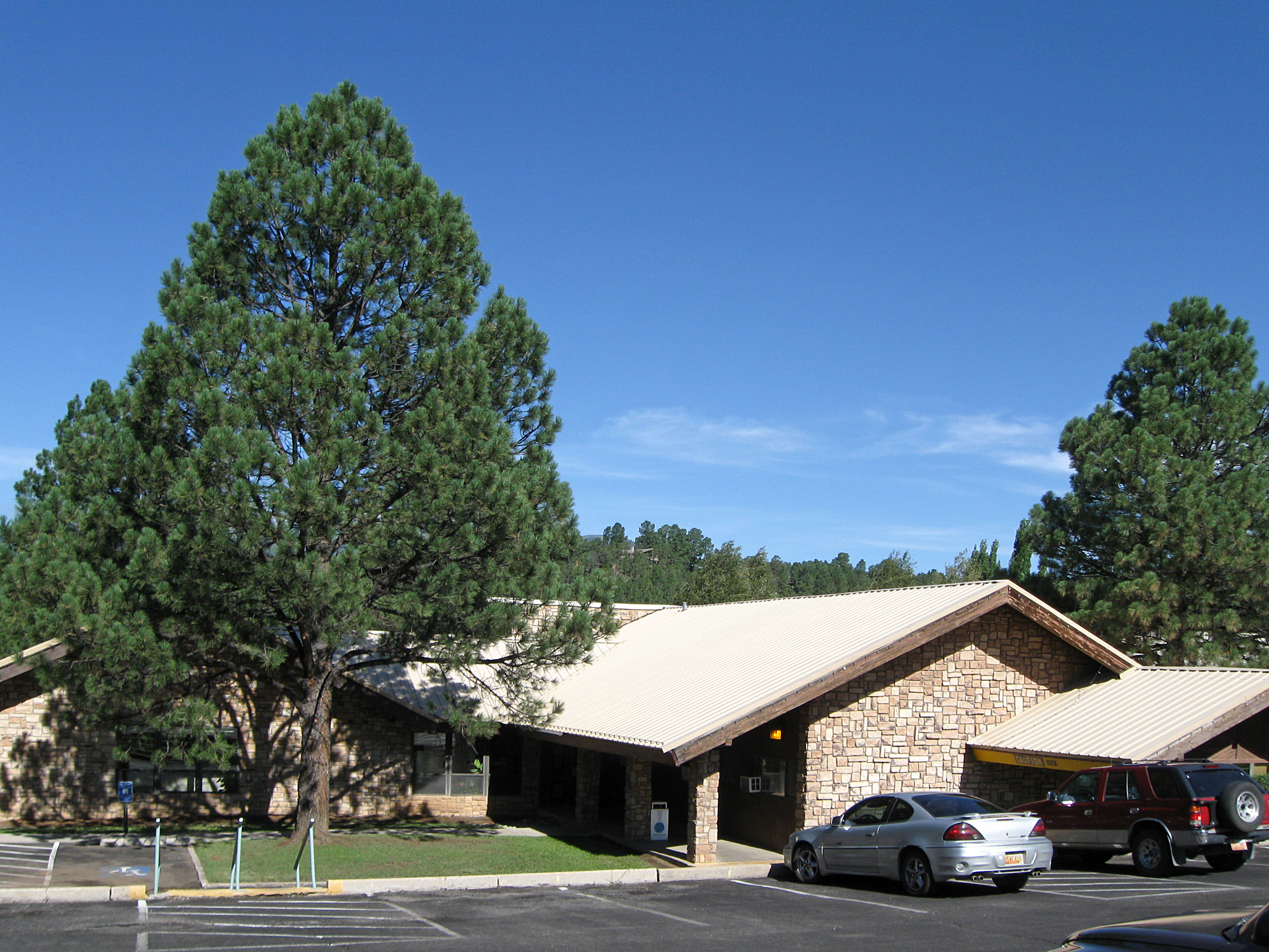
Поселковый клуб
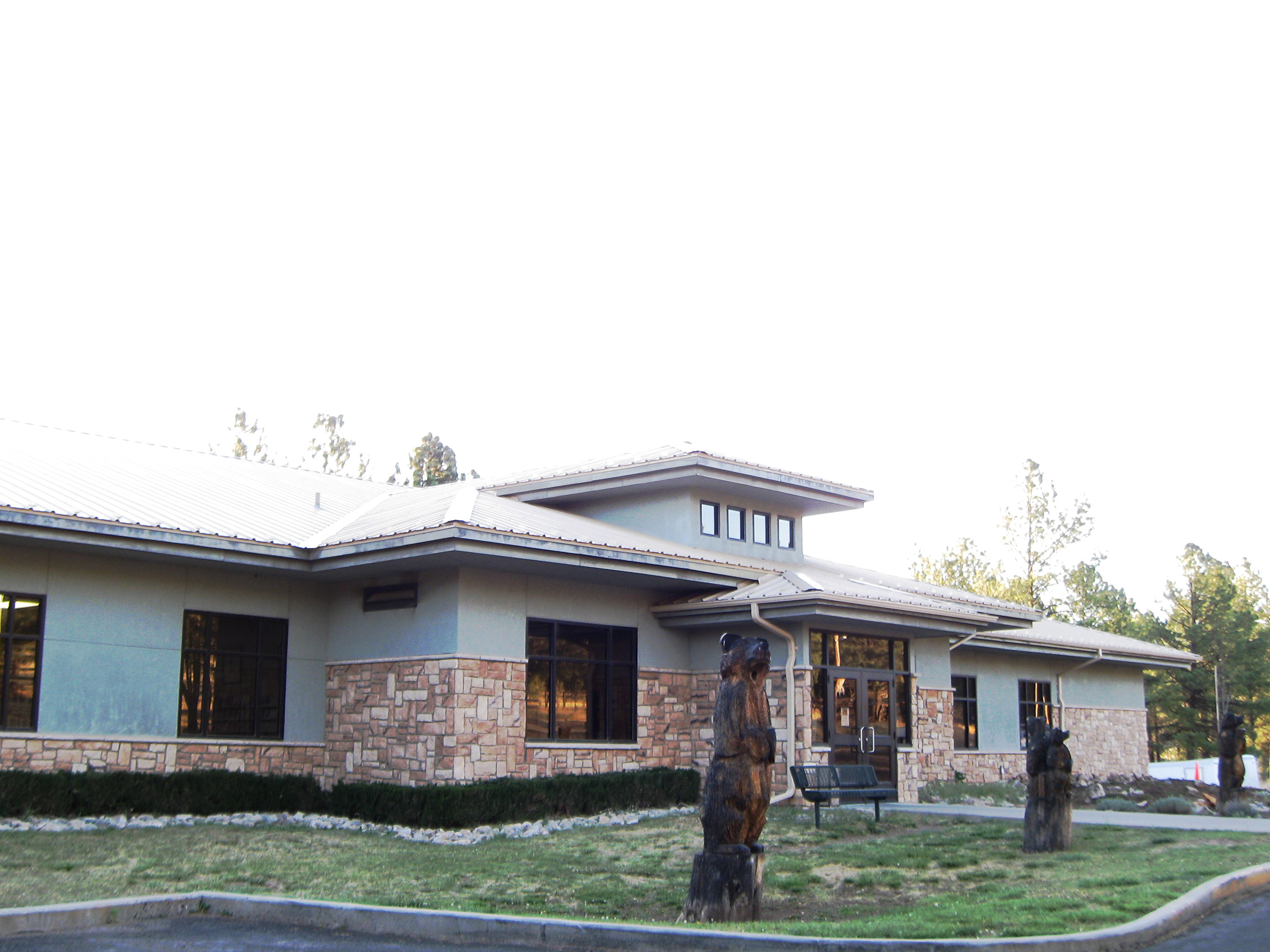
Библиотека
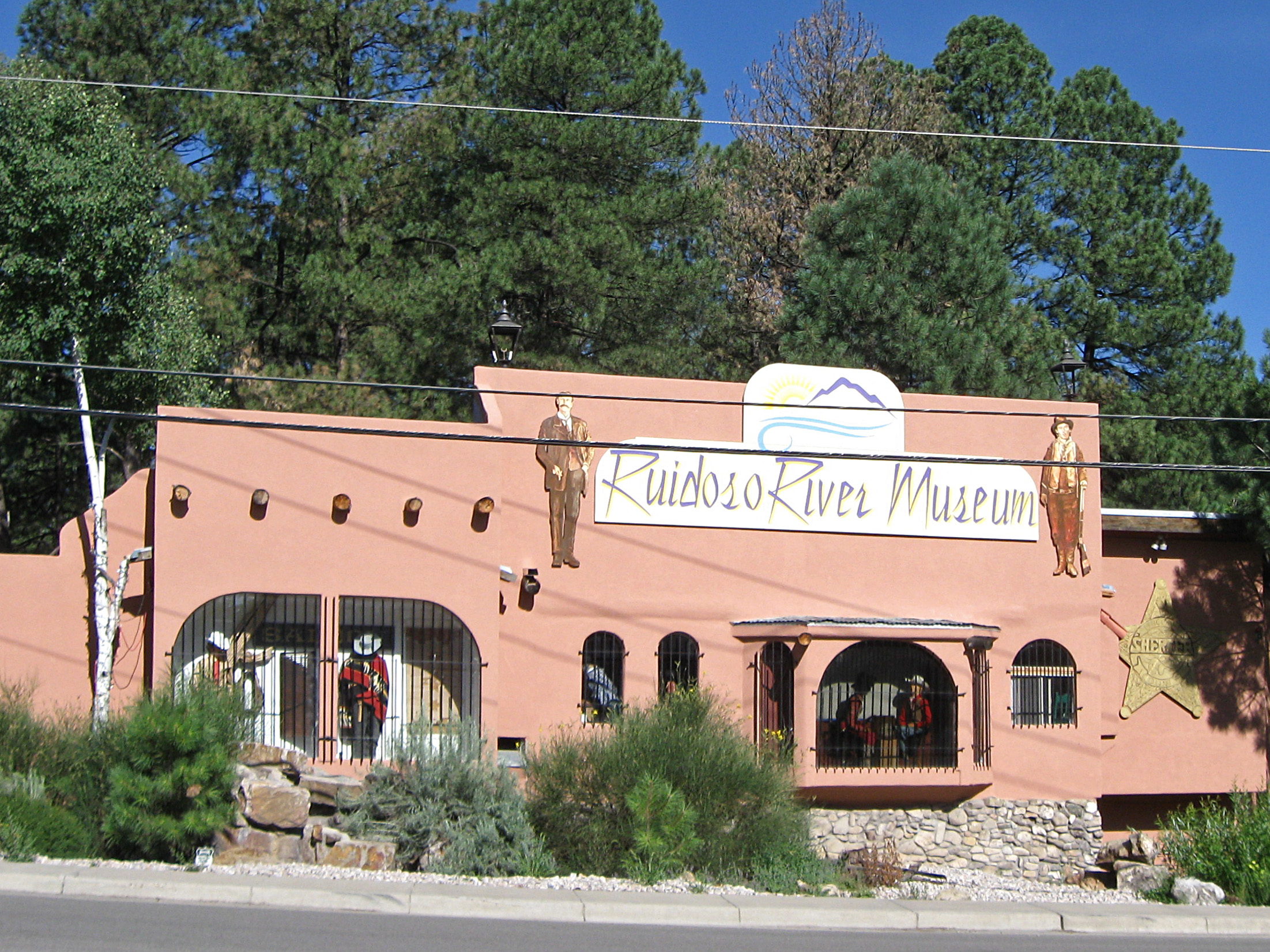
Музей
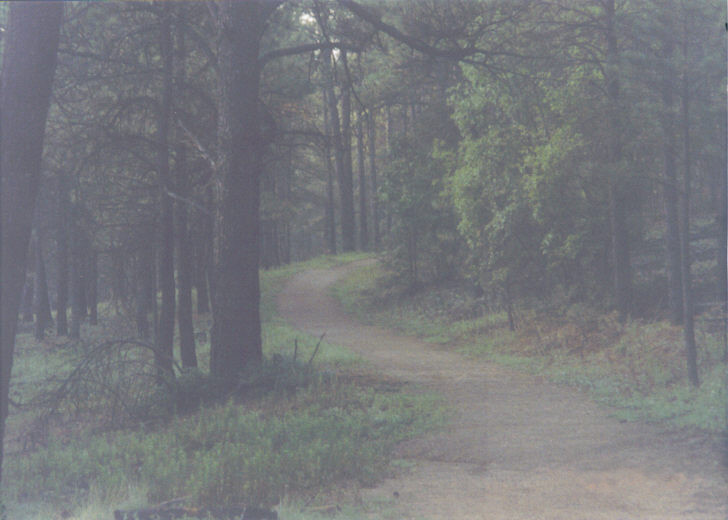
Беговая дорожка в муниципальном парке